# François Pairault
Pour les articles homonymes, voir Pairault.
François Pairault, né le 25 août 1938, est un historien français.

## Biographie

### Formation
François Pairault est docteur en histoire (1989) et agrégé de l'université.

### Carrière
Spécialiste de l'histoire politique et sociale du bonapartisme, il est maître de conférences honoraire en histoire contemporaine à l'université de Limoges.
Il a consacré plusieurs années à l'étude d'archives inédites, conservées par les descendants de Gaspard Monge, fondateur de l'École polytechnique.
François Pairault est membre de l'Académie d'Angoumois.
Il a également été pendant de nombreuses années élu de la ville d'Angoulême (Charente), où il a exercé notamment les fonctions d'adjoint au Maire chargé de la Culture.
Il a publié également de nombreux ouvrages historiques, notamment sur la région Poitou-Charentes et sur la Première Guerre mondiale.

### Descendance
Il est le père de Louis-Gilles Pairault.

## Publications
- Le Bonapartisme sous la troisième République : (1870 - 1893), Paris, Les Indes Savantes, 2019.
- Regnaud de Saint-Jean-d'Angély ou la fidélité à l'Empereur (1760-1819), Saintes, Le Croît Vif, 2016.
- Maires courage de La Rochelle (en coll.), Saintes, Le Croît Vif, 2014.
- Un amour allemand, La Crèche, Geste éditions, 2011.
- Saint-Jean d'Angély des origines à nos jours, Bordessoules, 2010.
- Les Poilus en image (1914-1918)s, La Crèche, Geste éditions, 2008.
- Madame Monge, comtesse de Péluse (1747-1846), Les Amis de l'Ardenne, 2006.
- Monsieur le Baron : Eugène Eschassériaux, éminence grise du bonapartisme, 1823-1906, préface de René Rémond, Paris, Le Croît vif, 2004 (ouvrage couronné en 2005 par le Grand Prix du Bonapartisme décerné par le Centre d'Études et de Recherche sur le Bonapartisme).
- Bon souvenir des colonies, Paris, Tallandier, 2003.
- Images de Poilus : la Grande Guerre en cartes postales, Paris, Tallandier, 2002.
- La Charente, 1900-1920, Clermont-Ferrand, De Borée, 2002.
- Gaspard Monge, le fondateur de Polytechnique, Paris, Tallandier, 2000.
- Mémoires d'un grand notable bonapartiste : le baron Eugène Eschassériaux (1823-1906), Pons, Université francophone d'été Saintonge-Québec, 2000.
- L'Europe de la préhistoire à nos jours (en coll.), Horvath, 1991.

- La Charente autrefois, Le Coteau, Horvath, 1990, rééd. 1994.
- La Charente de la préhistoire à nos jours (en coll.), Bordessoules, 1986.